# Samuel Johnson (teolog)
Samuel Johnson (14. října 1696 Guilford – 6. ledna 1772 Stratford) byl severoamerický pastor a jeden z nejvýraznějších filozofujících teologů v první polovině XVIII. století.

## Životopis
Dědeček a otec Samuele Johnsona byli opaty kongregační církve. V souvislostí s tím získal Johnson ortodoxně teologické vzdělání a v letech 1710–1714 studoval teologii na Yaleově univerzitě, kde vyučoval od roku 1715 do 1720. Pak vystoupil z kongregační církve a přijal anglikánskou víru. V roce 1722 odjel do Anglie, kde obdržel magisterské diplomy na Cambridgeské a Oxfordské univerzitě. Roku 1752 uveřejnil svou základní práci Elementa philosophica, která se skládá z dvou částí: Noetica a Etika.

## Filozofie
Samuel Johnson byl horlivým stoupencem Berkeleye. S Berkeleyem ho pojila nejen korespondence, ale i osobní styk z doby Berkeleyova pobytu v Americe v letech 1729–1731. Johnson, tak jako Berkeley, zavrhoval objektivní realitu hmoty. Pro něho, stejně jako pro irského biskupa, „bytí věcí není ničím jiným, než jejich vnímáním“ a hmota, to je „holé nic“ (anglicky a meer non-Entity). Podobně jako Berkeley, i Johnson vychází ze subjektivního idealismu a dospívá k pantheistické koncepci Boha jako zdroje našich idejí.
Problém existence světa před vznikem člověka, nesnadný pro subjektivní idealismus, pokouší se Johnson vyřešit pomocí platónského učení o idejích — předobrazech věcí:
| „                | Ačkoli před Adamem ještě nebylo rozumných stvoření, která by jej (svět) mohla vnímat, přesto reálně existoval šest dní jako archetyp. | “ |
| — Samuel Johnson | |   |

Současně s existencí hmoty odmítá Johnson i fyzikální, materiální příčinnost:
| „                                 | Pro vás je hmota samočinným, aktivním principem, zatím co já nazývám duchem to, co je principem aktivnosti, zahrnujícím všechny věci a uvádějícím je v pochyb. | “ |
| — Samuel Johnson: Dopis Coldenovi | |   |

Podobně jako Nicolas Malebranche a cambridgeští platonikové, dochází i Johnson k okazionalistické koncepci:
| „                                        | Říkáme, že Slunce hřeje, oživuje, dává uzrát plodům; při přesnějším zkoumání však vidíme, že ono zde nikterak není pravou příčinou. Slunce a ostatní tak zvané přirozené příčiny jsou samy o sobě toliko pasivní, inertní. [...] Nemohou být, přesně řečeno, příčinami obvykle jim připisovaných vlivů; mohou být nazývány pouze znaky, podněty (occasions), prosředky nebo nástroji, za nimiž musíme hledat jiné podstaty. | “ |
| — Samuel Johnson. Elementa philosophica. | |   |